# Colony 5
Colony 5 je švedski futurepop/synthpop sastav osnovan 1999.

## Životopis
Colony 5 su osnovali iz hobija P-O Svensson i Magnus Löfdahl. Sastav je početno bio pod utjecajem synthpopa, no s vremenom zvuk je postao jači i brži.

2000. izdaju singl 'Liquid Love'.

U ožujku 2001. sastavu se pridružuje Johan Nilsson, dok ga u kolovozu Magnus Löfdahl napušta.

2002. izdaju svoje prve albume, pod nazivom 'Colony 5' (EP), te nakon toga slijedi 'Lifeline' (CD). Na ljeto sastavu se pridružuje Magnus Kalnins, te nedugo nakon toga izdaju svoj drugi singl; 'Follow Your Heart'. 

31.3.2003. izdaju svoj treći singl 'Black'. U svibnju izdaju novi album 'Structures'. Tokom 2003. nastupali su na mnogim velikim festivalima poput Arvikafestivalen, Wave Gotik Treffen i M'era Luna. U studenom Johan Nilsson napušta sastav. 

2004. izdaju samo singl kolekciju 'Colonisation'.

2005. izdaju signl 'Plastic World', te album 'FIXED'. Osvojili su SAMA nagradu za pjesmu 'Plastic World' 

2007. unatoč glasinama o raspadu, izdaju novi singl 'Knifes'. 

2008. izdaju novi album 'Buried Again'.

## Diskografija
EP & Singlovi
- Colony5 – 2001.
- Follow Your Heart – 2002.
- Black - Single – 2003.
- Plastic World – 2005.

Albumi
- Lifeline – 2001.
- Structures – 2003.
- Colonisation – 2004.
- FIXED – 2005.
- ReFixed – 2005.(FIXED remixed by Amplifier)
- Buried Again – 2008.